# 아라카와촌 (아오모리현)
아라카와촌(荒川村)은 아오모리현 히가시쓰가루군에 있던 촌이다. 현재의 아오모리시에 해당한다.

## 연혁
- 1889년 4월 1일 - 정촌제 시행에 의해 히가시쓰가루군 아라카와촌, 야츠야쿠촌, 우에노촌, 노기촌, 오베쓰나이촌, 가나하마촌의 6개 촌이 합병해 아라카와촌이 성립하였다.
- 1955년 1월 15일 - 쇼와 대합병으로 아오모리시에 편입되어, 자치체의 아라카와촌이 소멸하였다.

## 참고문헌
- 『市町村名変遷辞典』東京堂出版、1990年。
- 『昭和25年荒川村勢一班』荒川村役場、1951年。
- 『東奥年鑑』（東奥日報社発行）1952年版から1954年版。